# Albert Ier de Pietengau
Albert Ier de Pietengau (né vers 1215, mort le 9 décembre 1260 ou 1262) est le vingt-huitième évêque de Ratisbonne et prince-évêque de la principauté épiscopale de Ratisbonne de 1246 à 1259.

## Famille
Le père d'Albert est le comte Gottfried de Sigmaringen-Helfenstein (de) et sa mère est Adelheid de Neuffen, fille du comte Berthold Ier de Weissenhorn-Neuffen-Achalm-Hettingen. Comme ses deux frères, le comte Gebhard de Sigmaringen-Pietengau et le comte Berthold de Pietengau, le nom de famille d'Albert s'écrit Byedingowe, Bitengowe, Pietengaw, Petinkeu, Peutengau, Pietengau ou Peitingau (aujourd'hui Peiting).

## Biographie
Albert est chanoine à Halberstadt quand, en 1246, le cardinal légat Philippe de Ferrare, passant outre au droit de vote du chapitre de la cathédrale, e fait évêque de Ratisbonne, après la mort de l'évêque Siegfried. Le nouvel évêque fait venir ses frères Gebhard et Berthold, qu'il nomme vicedominus de l'évêché ; Berthold doit probablement son influence pour son élection comme évêque de Passau en 1250.
Albert est un organe volontaire de la Curie dans ses mesures contre le duc Othon II de Bavière, est en contact avec le roi Ottokar II de Bohême et combat depuis sa forteresse de Stauf. Albert s'arrange pour que son ministériel Konrad von Hohenfels puisse assassiner le roi Conrad IV de Hohenstaufen dans la nuit du 29 décembre 1250, alors que le roi de Germanie séjourne à Ratisbonne. L'évêque et la ville sont alors toujours en litige avec la Bavière.
Au printemps 1258, des commissaires pontificaux viennent à Ratisbonne en raison d'une accusation de sodomie contre l'évêque, une accusation parmi d'autres que son chapitre présente au pape Alexandre IV. Albert de Pietengau se rend à Rome pour répondre, mais la partie accusatrice s'emporte. Au printemps 1259, il rencontre la Curie en résidence à Anagni et présente sa démission.
La raison de sa démission peut être la réconciliation entre le duc Louis II de Bavière et les citoyens, ce qui a peut-être rendu sa position intenable. Pour sa retraite, Albert se contente de quelques bénéfices dans le diocèse et se rend à l'abbaye de Sittichenbach.